# Sirene in Blond
Sirene in Blond (Originaltitel: Will Success Spoil Rock Hunter?) ist ein US-amerikanischer Filmkomödie und Satire über die Werbe- und Unterhaltungsindustrie aus dem Jahre 1957 nach einem Theaterstück von George Axelrod.

## Handlung
Rockwell Hunter ist einfacher Werbetexter bei einer großen New Yorker Werbeagentur. Der größte Kunde dieser Agentur ist der Produzent des Lippenstiftes Stayput (Bleib dran), und dieser droht abzuspringen. Rock Hunter würde in diesem Falle entlassen, was für ihn einer Katastrophe gleichkäme, da er verantwortlich für seine Nichte April ist, und Teenager sind teuer, und außerdem möchte er sehr bald seine Sekretärin Jenny Wells heiraten. April ist ein großer Fan des Filmstars Rita Marlowe. Rita hat sich gerade von ihrem Liebhaber Bobo Branigansky getrennt, einem athletischen Tarzan-Darsteller. Sie fliegt mit ihrer Assistentin Violet von Hollywood nach New York und wird am Flughafen von zahlreichen Fans begrüßt, darunter auch April. Rockwell Hunter wird durch den Fanatismus seiner Nichte und anderer Rita-Fans zu einer Werbekampagne für den Lippenstift mit Rita Marlowe als zentraler Person angeregt.
April verrät Rockwell den Aufenthaltsort von Rita Marlowe. Als Rockwell sie besucht, um ihr ein Angebot zu machen, versucht Rita ihren Ex-Liebhaber Bobo per Telefon mit Rockwell eifersüchtig zu machen. Rockwell wird kurzerhand zum neuen Liebhaber der Marlowe ernannt. Sollte Rockwell diese Rolle übernehmen, bekäme er als Gegenleistung Rita Marlowe für die Werbekampagne. Rockwell wird zu Lover Doll und durch die inszenierte Liebesaffäre weltberühmt. Er rettet damit die Werbeagentur, steigt auf zum Vorstandsmitglied und schließlich zum Vorstandsvorsitzenden. Seine Beziehung zu Jenny Wells droht mit dem Erfolg allerdings zu scheitern, da auch sie die Affäre mit Rita Marlowe glaubt. Rita Marlowe liebt jedoch seit ihrer Teenagerzeit den älteren Herrn George Schmidlap, der sie entdeckt hat.
Zu guter Letzt bekommt Rockwell seine Werbekampagne, Rita ihren George Schmidlap, Rockwell wird glücklich mit Jenny Wells, sein Kollege Henry Rufus bekommt Ritas Assistentin Violet, der ehemalige Chef Irving La Salle Junior darf aus seinem Hobby Rosenzüchten einen Vollzeitjob machen. Rockwell hatte in der Jugend davon geträumt, Hühner zu züchten, und kann auch diesen Traum gemeinsam mit Jenny verwirklichen.

## Hintergrund
Jayne Mansfield spielte die Rolle der Rita Marlowe bereits in der Broadwayproduktion von Will Success Spoil Rock Hunter? und wurde dadurch für Hollywood entdeckt. Das Theaterstück war ursprünglich eine Satire auf das US-amerikanische Filmgeschäft. Tashlin verlegte den Handlungsort nach New York und machte daraus eine Satire auf die Fernsehwerbung.
Der Name Rita Marlowe wurde zusammengesetzt aus den Namen der drei größten Hollywooddiven: Rita Hayworth, Marilyn Monroe und Jean Harlow. Die Mansfield spielt dann auch eine schrille Parodie auf diese drei Damen. Der Name Rock Hunter spielt auf die Stars Rock Hudson und Tab Hunter an, die von ihrem Agenten Henry Willson in den 1950er-Jahren mit teilweise aggressiven Methoden in Zeitschriften und Fernsehshows beworben wurden.
In der Rolle des Bobo ist Mickey Hargitay zu sehen. Hargitay ist ein ehemaliger Mr. Universum, der später Mansfields Ehemann und Vater von drei ihrer fünf Kinder wurde. Die damals noch weitgehend unbekannte Barbara Eden hat gegen Ende des Filmes eine kleine Nebenrolle als neue Sekretärin Miss Carstairs.

## Kritiken
„Persiflage auf Werbung, Erfolgssucht und allerlei Praktiken der Showbranche.[…] Lebendige, spritzige Komödie.“

„Eine prächtig gewitzte, für sachkundige Zuschauer fast pausenlos vergnügliche Glossierung des Werbefernsehens und weiterer amerikanischer Unarten, wie Starkult, Hollywood-Erotik, Erfolgssucht, Psychoanalyse." – 6000 Filme. Kritische Notizen aus den Kinojahren 1945 bis 1958“

Frieda Grafe schreibt, dass man in Europa den Film mit seinen Beobachtungen eine Satire nennen würde. Das Besondere sei aber, dass Tashlin die „Veränderungen nicht von oben herab“ betrachte: „Er steckt mitten drin in der Künstlichkeit, die dem amerikanischen Leben zur zweiten Natur geworden ist.“ Der Film des einstigen Cartoonisten Tashlin wirke wie ein erstes filmisches Erzeugnis der Pop Art, er nutze Farbe nicht zu Lebensnähe und Realismus, sondern zur Karikatur der Welt.

## Auszeichnungen
Tony Randall erhielt 1958 eine Golden-Globe-Award-Nominierung in der Kategorie Bester Hauptdarsteller in einer Komödie.
Im Jahr 2000 wurde Sirene in Blond in das National Film Registry aufgenommen.

## Synchronisation
Die erste deutsche Synchronfassung entstand 1957 bei der Elite Film Franz Schröder GmbH, Berlin unter der Synchronregie von Rolf von Sydow nach dem Dialogbuch von Fritz A. Koeniger.
Eine zweite Synchronfassung entstand 1983 für die Veröffentlichung auf DVD.
| Rolle               | Darsteller      | Synchronsprecher 1957 | Synchronsprecher 1983  |
| ------------------- | --------------- | --------------------- | ---------------------- |
| Rita Marlowe        | Jayne Mansfield | Ingeborg Wellmann     | Regina Lemnitz         |
| Rockwell P. Hunter  | Tony Randall    | Eckart Dux            | Jürgen Thormann        |
| Irving La Salle Jr. | John Williams   | Siegfried Schürenberg | Friedrich Schoenfelder |
| Jenny               | Betsy Drake     | Sigrid Lagemann       | -                      |
| Rufus               | Henry Jones     | Alexander Welbat      | Franz Otto Krüger      |
| Violet              | Joan Blondell   | Dorle Hintze          | Tilly Lauenstein       |